# Матч за звание чемпиона мира по международным шашкам среди женщин 2002
Матч за звание чемпиона мира по международным шашкам среди женщин 2002 года проходил в декабре 2002 года в Риге (Латвия) и в марте 2003 года в Уфе (Россия) между чемпионкой мира 2001 года Тамарой Тансыккужиной (Россия) и победителем матча за звание чемпионки мира 2000 года Зоей Голубевой (Латвия). Победительница матча — Тамара Тансыккужина, которая завоевала свой второй титул.

## Ход турнира
Матч состоял из 3 сетов по 4 партии в каждом. В случае ничьи в сете проводился тай-брейк из партий с укороченным контролем времени. Спортсменка выигравшая по сетам становилась чемпионкой мира.
Первый сет проводился с 15 по 21 декабря 2002 года в Риге. В нём победила Тамара Тансыккужина со счётом 5—3.
Во втором сете прошедшем с 19 по 22 марта 2003 года в Уфе. В нём победила Зоя Голубева со счётом 5—3. Счёт по сетам стал 1—1.
В решающем третьем сете, который проходил с 25 по 28 марта, победила Тамара Тансыккужина со счётом 6—2. Счёт по сетам стал 2—1.

## 1 сет
| Участник            | Страна | Звание | Рейтинг | 1 | 2 | 3 | 4 | Очки |
| ------------------- | ------ | ------ | ------- | - | - | - | - | ---- |
| Тамара Тансыккужина | Россия | GMIF   | 2147    | 1 | 1 | 1 | 2 | 5    |
| Зоя Голубева        | Латвия | GMIF   | 2264    | 1 | 1 | 1 | 0 | 3    |

## 2 сет
| Участник            | Страна | Звание | Рейтинг | 1 | 2 | 3 | 4 | Очки |
| ------------------- | ------ | ------ | ------- | - | - | - | - | ---- |
| Тамара Тансыккужина | Россия | GMIF   | 2147    | 1 | 1 | 0 | 1 | 3    |
| Зоя Голубева        | Латвия | GMIF   | 2264    | 1 | 1 | 2 | 1 | 5    |

## 3 сет
| Участник            | Страна | Звание | Рейтинг | 1 | 2 | 3 | 4 | Очки |
| ------------------- | ------ | ------ | ------- | - | - | - | - | ---- |
| Тамара Тансыккужина | Россия | GMIF   | 2147    | 1 | 2 | 2 | 1 | 6    |
| Зоя Голубева        | Латвия | GMIF   | 2264    | 1 | 0 | 0 | 1 | 2    |